# 金券ショップ

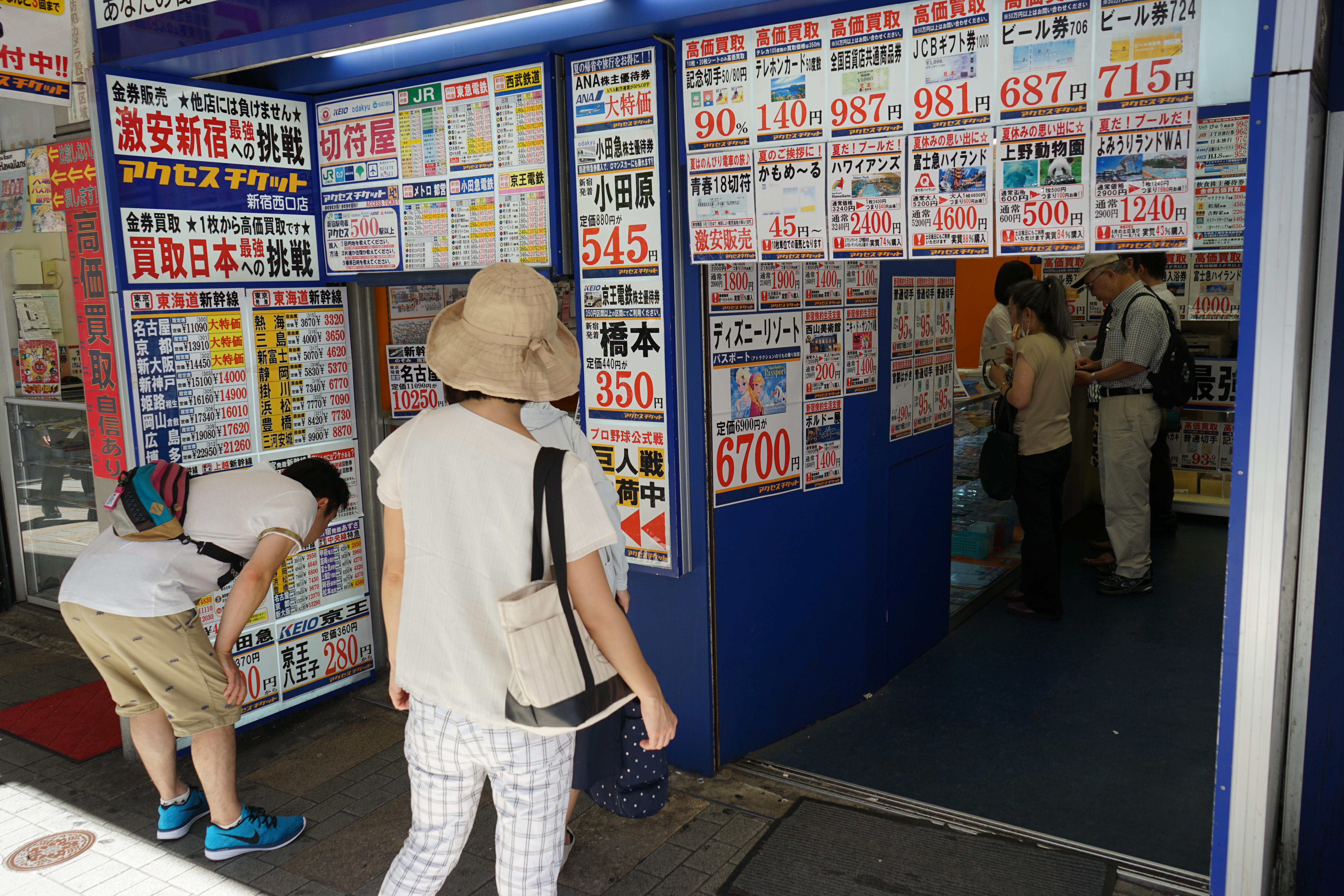
金券ショップの一例。（アクセスチケット）

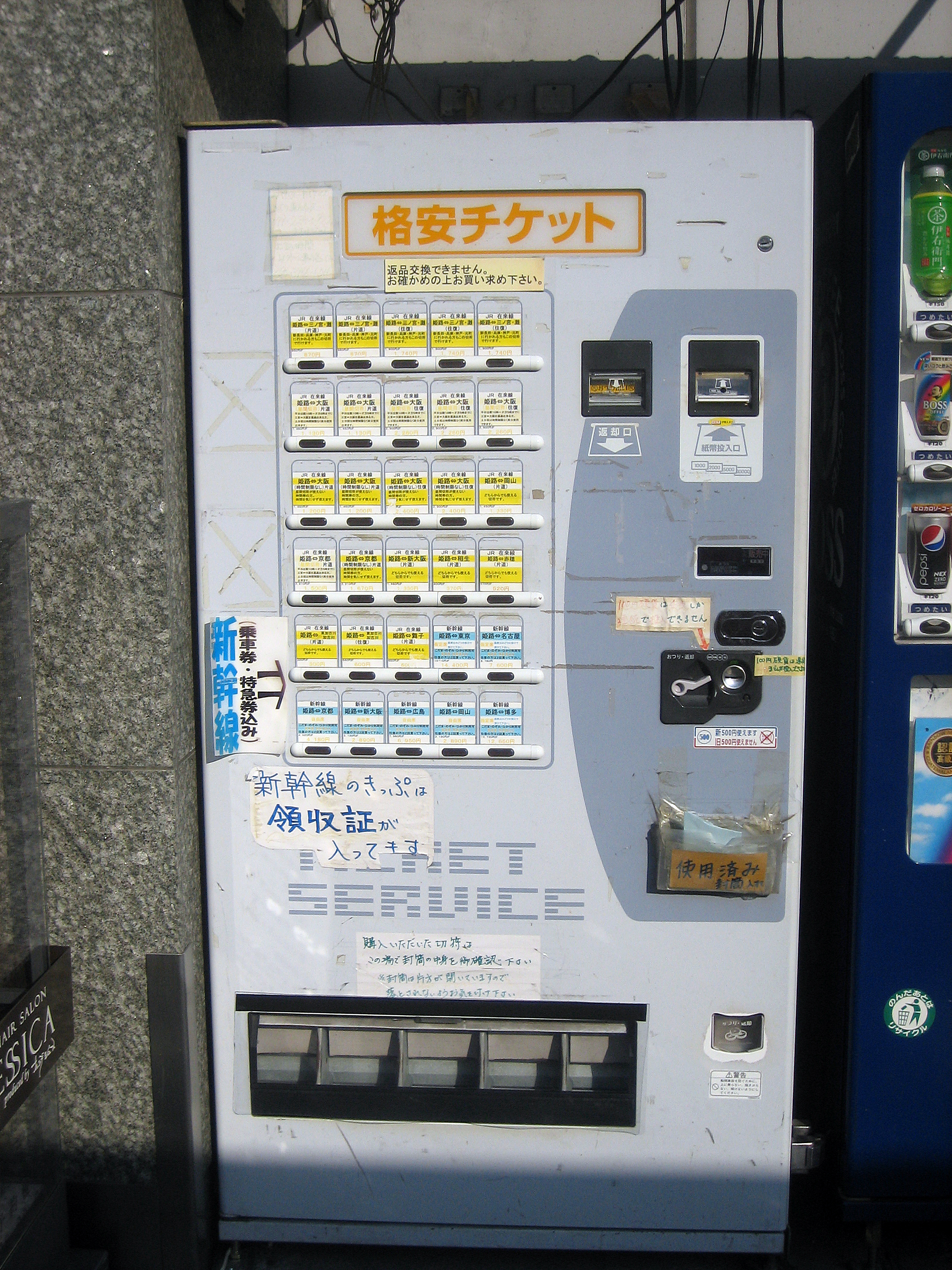
金券ショップが設置している自動販売機。

金券ショップ（きんけんショップ）とは、金券を取り扱う古物商のこと。チケットショップや金券屋などともいわれる。

## 概説
大都市のビジネス街や駅前に集中し、特に新橋駅前ニュー新橋ビル、新宿駅西側と大阪駅前第1 - 第4ビル、神田駅東口神田駅前交番向かいのJRガード下は日本有数の出店地区である。人が集まりやすく一定の需要が見込めるスーパーマーケットやショッピングモール内に店舗を構えたり、店舗の営業時間外に販売を行う自動販売機を設置している業者もある。
商品券や乗車券（主に回数券）などの売買で得られた利ざやが金券ショップの基本的な収益であるが、現状ではそれだけで収益を稼ぐことは厳しくなってきたため（理由は後述）、コンサートやプロスポーツなどのチケットの委託販売や外貨両替などによる手数料収入が、収益のウェイトを占めるようになっている。そのほかにも、中古携帯電話やスマートフォンの買い取りや販売、totoの取扱い、金・プラチナの買取などを行う金券ショップも現れており、取り扱い品目は多種多様化している。
なお、金券類、外貨両替などの買い取り・販売価格については、概ねの相場はあるものの、レート自体は基本的に金券ショップが各自で決めたものによるため、同一エリアの店舗間であっても価格が異なることはある。
収益が見込める駅周辺に、自動販売機による無人店舗が設置されているケースもある。無人とはいえ販売店なので、自動販売機には古物商標識が貼られている。あらかじめ金券（主にバラ売り回数券）が封筒や小箱に入った状態で販売され、自動販売機横には封筒や小箱を回収する入れ物が備え付けられている。自動販売機での格安切符販売は滋賀県の業者が始めたという説があり、日本チケット商協同組合の調査によれば、日本全国に設置されている格安切符の自動販売機の3割は滋賀県内にあるという。
かつて金券のみを取り扱う事業者には古物商の許可は必要なかったが、1997年（平成9年）7月に古物営業法が改正され、金券ショップもリサイクルショップ同様に都道府県の公安委員会による営業許可が必要になった。

## 主なビジネスモデル・取り扱い商品
金券（カード類を含む）の売買

オーソドックスなビジネスモデル。買取希望者から仕入れ、購入希望者に上乗せして販売する。(運営経費が掛かる為差額＝利益ではない)
招待券は買い取りできないケースもある。
回数券のバラ売り
従来、鉄道会社の一般的な回数乗車券は、指定された区間の10回分の運賃で同区間の11回分の切符が発売されてきた。例えば、180円区間の回数券の切符では1枚あたりの仕入れ値は163円強であり、そこに若干の金額を上乗せしつつも普通運賃より安く1枚ずつ販売することで、定期券や回数券を購入するほどは該当路線を利用しない乗客であっても、ある程度安く乗車できる。新幹線の一部区間で発売されている新幹線回数券や、回数券タイプの特別企画乗車券もよく取り扱われた。近畿地方ではターミナル駅の改札前に出店している店舗が多く、長きにわたり主力商品となっていた。
その一方、近年は交通系ICカードの普及や鉄道会社のインターネット予約・割引サービスなどの拡充と引き換えに、回数券の廃止もしくは利用制限を行う事業者も現れており、扱い数は減少傾向にある。
Osaka Metroでは、大阪市交通局の時代に回数券を廃止し、代わりに発売金額にプレミア分を上乗せした回数カード（3300円分を3000円で販売）を発行している。金券ショップでは、回数カードそのものを定価より幾分安くして販売していることもある。
かつては、顧客から買い取ったプリペイドカード（オレンジカードなど）を使って回数券を仕入れると利益が若干上がったため、安価で仕入れたイオカードやJスルーカードなどで回数券を購入しバラ売りするケースが目立った。だが、偽造プリペイドカードの流通が発覚したことでプリペイドカードによる回数券の購入が制限されるようになったこと、それらプリペイドカード自体が発売中止されたため、そのようなケースは見かけなくなった。
首都圏や京阪神、名古屋圏などでのJR線の大都市近郊区間では、特定区間運賃の制度により乗車券を分割して購入すれば運賃が安くなる区間が存在する。そうした路線の利用者のために、かつては（A駅からB駅）+（B駅からC駅）といった2枚セットの回数券がバラ売りされていたこともあった。普通回数券の場合、利用する区間が新幹線と在来線とで運賃が同一であれば新幹線特急券を別途購入することで新幹線も利用できたため、3枚を超える長距離区間のバラ売りも行われていた。
鉄道・バスだけでなく、有料道路などの回数券のバラ売りも行われている場合がある。
かつては航空券にも回数券制度が存在したため、路線ごとに航空券の回数券のバラ売りも行われていた。ただし記名式・切り離し無効であったため、航空券の場合は「（金券ショップで会員登録〜）金券ショップからのレンタル〜使用後一定期間内に返却」というルールの下で販売が行われていた。現在では割引制度の拡充と引き換えに回数券制度が廃止されたため、航空券における回数券のバラ売りは行われていない。
株主優待券
公共交通機関の株主に配布される株主優待券は、乗車する距離にかかわらず、その会社の路線の1回の乗車が無料になったり、長距離乗車券を割引するなどの特典があるが、その沿線外に居住したり公共交通機関を利用しない株主にとっては全く無用のものとなる。小売業や量販店、飲食店の株主優待券も同様であり、特に安価であることをセールスポイントにした企業の無料券などは、大株主には無用であることがある。それらを当該株主などから仕入れて、一定の価格をつけて販売するもの。
航空券の場合、上記の通り回数券制度が廃止されたこともあり、現状では各航空会社が発行する株主優待券を併用して、正規運賃より安価で販売している。航空運賃の自由化もあり、路線によっては航空会社によって価格が異なるケースもある。例えばANAの場合、株主優待券1枚で国内線正規運賃の50%で搭乗できる（「国内線正規運賃の半額」＋「金券ショップでの株主優待券の売値」で国内線を利用できる）。但し、他の割引（得割や早割など）との併用は一切できない。
民営の鉄道会社では、株券の保有株数に応じて期間限定（通常は6ヶ月間）の「株主優待乗車証」を発行（非上場会社でも発行している）。このうち、保有株数が万単位に及ぶ大株主に対しては、発行会社の全路線が期間限定で無料にて利用できる定期券タイプの乗車証（パス）を発行している(JRグループ各社を除く）が、沿線外に居住していたり、法人や投資ファンドなどの大株主にとっては無用のものとなる。そのため、パスが発行された直後には換金のため大量に市中に出回ることになる。特にパスは長距離通勤をする人にとっては、会社から支給される交通費（定期代）より安価となるケースがあることや、全線で利用可能なこともあり、根強いニーズがある。
委託販売
近年は、顧客から不要となったチケットを預かった上で店頭販売するシステムを取り入れた店舗も見られている。預けても必ず売れる保証はないが、もし売れた場合は店の手数料を差し引いた金額を顧客は受け取ることができる。これは、コンサートやプロスポーツなどのチケットを所有者から預かり、その所有者の希望する価格で店頭に並べ、買い手が見つかり売却できた時だけ、その販売価格の一部（10〜30%の場合が多い）を代行手数料として徴収するものである。手数料を支払うのは売却できた時だけであり、委託料などその他の費用は基本的に発生しない。通常は場所代（委託料）や希望価格変更時に手数料を支払うことが多い。金券の売買で得られる利ざやは限られており、委託販売における手数料収入は販売価格次第で大きなものとなるため、委託販売を取り扱っている店舗が多くある。ただし、一部は転売対策として委託販売ができない場合がある。
外貨両替
市中銀行よりも両替手数料を低く抑えることで需要を喚起し、これによる手数料収入を収益としている。為替レートは日々変動するので、多くの店舗では最新のレートを掲示している。一般的なUSドルやユーロを始めとして、アジアの各国・地域など比較的多数の外国通貨を取り扱っているケースが多い。
中古携帯電話売買
現在の携帯電話はUSIMカードを差し替えるだけで容易に機種変更できることや、本体価格の高騰で最新型へ気軽に機種変更しにくくなったこと、特に目新しい機能が付かなくなったこともあり、「中古でも十分」と考える人が増えたため中古の携帯電話のニーズが高まってきている。機種変更で不要となった本体を安く買い取り、中古機種として販売することで、その利ざやを稼ぐ金券ショップも増えてきている。
その他
古くから営業している店舗では古銭（現在ではほぼ流通しない紙幣・硬貨）・記念硬貨やプレミアものの記念切手を取り扱っているケースが多いが、そうでない店舗は古銭などの取り扱いは少ない。

## 用途
例えば、普段アルコール飲料を飲まない人がビール券をもらったり、多忙で旅行に出られない人が旅行券をもらったりした場合、使い道がないことになる。あるいは、期限がある金券の場合、期限内に使い切れないことがある。このように用途に困る場合には、金券ショップにそれらを売却して現金を手にすることができる。
一般企業等が主催するイベント（新製品発表会など）でのノベルティグッズに、ビール券や旅行券、商品券、図書カードなどを用意して、それが余った場合に金券ショップで現金化するということも多いが、この方法が「余った販促費を裏金化する手段」に悪用される場合も少なくない。また、お年玉付郵便はがきは販売元である日本郵便社員が金券ショップに売却することで過剰なノルマを達成するいわゆる自爆営業の受け皿となっている状態が長らく続いていたが、過剰なノルマが問題視され、その原因である販売枚数の指標は後に廃止された。
また、支払いに困窮した消費者が、所持するクレジットカードで金券を購入し、金券ショップで売却することで当座の現金を得るクレジットカード現金化が行われることもあるが、こういった行為はクレジットカードの会員規約に違反する行為であり、業界団体としても現金化排除に向けて行動を行っている。
一方、百貨店やショッピングセンターなどで買い物をしたい場合、その店で有効な商品券を金券ショップで買えば、数パーセント引きでの購入が事実上可能となる（裏面注意書きに「お釣りは御容赦下さい」と明記されている商品券もあり、この場合は現金を追加して額面以上の物を買う必要がある）。これはビール券や図書カードなどでも同様である。